# Abbott Records
Abbott Records war eine US-amerikanische Schallplattenfirma, die 1951 in Hollywood gegründet wurde. Das Unternehmen war in der ersten Hälfte der 1950er Jahre vor allem im Bereich der Country-Musik erfolgreich.

## Geschichte

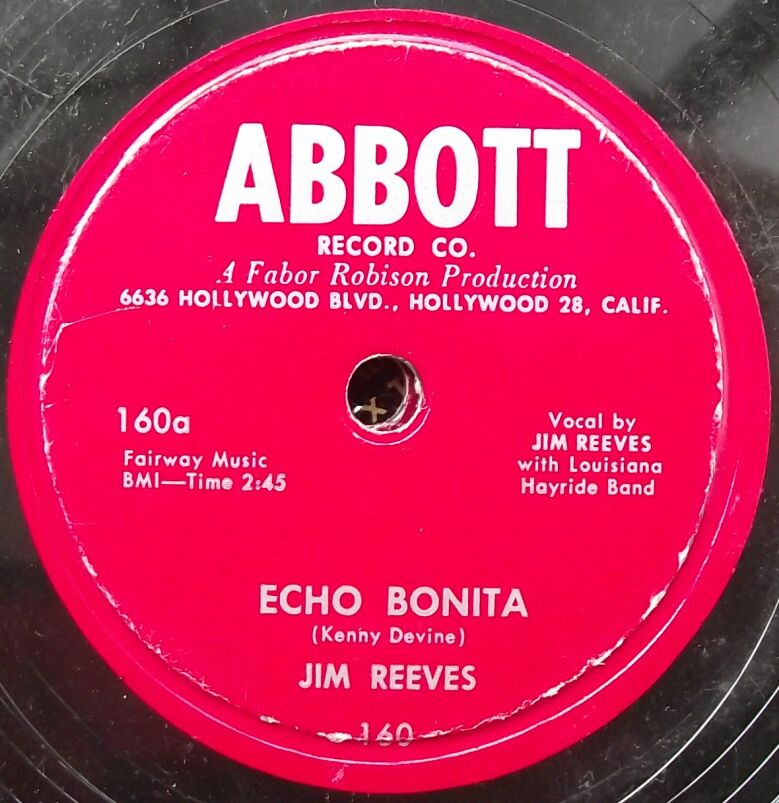
Schallplatten-Etikett Abbott Records

Die Firma war 1951 von Fabor Robison (* 3. November 1911 in Beebe, Arkansas, † im September 1986 in Minden, Louisiana) ursprünglich mit der Intention gegründet worden, die Karriere von Johnny Horton zu fördern. So waren die ersten zehn in den Jahren 1951 und 1952 produzierten Singles alle von Horton, ihm selbst gelang jedoch bei Abbott kein Hit. Benannt worden war das Unternehmen nach dem Mitgesellschafter, einem Apotheker, der Robison finanziell bei der Firmengründung unterstützt hatte.
1952 erschienen nur noch drei weitere Singles von unbekannten Hillbilly-Musikern. Der ökonomische Durchbruch gelang Robison 1953, als er Jim Reeves unter Vertrag nahm, dessen zweite Single für Abbott, Mexican Joe ein Nummer-eins-Hit in den Country-Charts wurde. Die Single wurde die sechsterfolgreichste Country-Single des Jahres 1953. Im selben Jahr hatte Abbott Records mit dem Titel Caribbean von Mitchell Torok einen weiteren Nummer-eins-Hit in den Country-Charts. Im Oktober 1953 kaufte Robison alle anderen Gesellschafteranteile und wurde alleiniger Besitzer von Abbott Records. Gleichzeitig gründete er eine zweite Schallplattenfirma, Fabor Records.
Zahlreiche Musiker, mit denen Robison Platten produzierte, waren bei dem Radiosender KWKH in Shreveport und dem von dort gesendeten Louisiana Hayride unter Vertrag gewesen. Viele spätere Stars waren zunächst bei Abbott unter Vertrag, bevor sie bei anderen Labeln erfolgreich wurden. Unter anderem begannen Floyd Cramer und Smiley Burnette ihre Karrieren bei Abbott. Auch Dorsey Burnette und die DeCastro Sisters produzierten bis Mitte der 1950er Jahre Singles bei Abbott Records.
1954 erreichte der Song Bimbo von Jim Reeves auf Abbott Records erneut die Nummer eins in den Country-Charts. Der erfolgreiche Nachwuchssänger wurde 1955 ebenso wie Floyd Cramer von RCA Records aus dem Abbott-Vertrag herausgekauft. Im Frühjahr 1957 stellte Abbott die Produktion von Schallplatten ein. Ab 1954 hatte Robison seine Hauptaktivitäten auf sein zweites Label Fabor Records konzentriert. Im Februar 1957 einigte er sich mit Randy Wood von Dot Records, dass Dot Masterbänder aus dem Abbott- und Fabor-Katalog bekommen könne, um sie auf Dot zu veröffentlichen. Für die von Dot veröffentlichten Platten erhielt Robison die Aufnahmekosten erstattet und die Tantiemen.

## Musiker und Musikgruppen
Die nachfolgende Auswahl an Musikern und Musikgruppen veröffentlichten diverse Tonträger auf dem Label Abbott Records. Für nähere Informationen siehe Abbott Records/Diskografie.
- Alevadean Coker
- Billy Barton
- Billie Jo Moore
- Buddy De Vol
- Betty Blake
- Buck Ritchie
- Brad Marro
- Bob Stegall
- Curtis Kirk
- Carolyn Brandshaw
- Chuck Mayfield
- Dorsey Burnette
- De Castro Sisters
- Freddie Frank
- Floyd Cramer
- Ginny Wright
- Herb Henson
- Johnny Horton
- Jim Reeves
- Joe Montgomery
- Mitchell Torok
- Myrna Lorrie
- Paul Lefawn
- Rudy Grayzell
- Sandy Coker
- Smiley Burnette
- T. Tommy Cutrer
- Thurl Ravenscroft
- Wink Lewis
- Willie Caston
- Wanda Wayne